# BAE Systems Submarine Solutions
BAE Systems Submarine Solutions – należąca obecnie do koncernu BAE Systems brytyjska stocznia w Barrow-in-Furness, wyspecjalizowana w budowie okrętów podwodnych. Pierwotnie Barrow Shipbuilding Company, 1888 roku w powiązaniu z Vickersem została przemianowana na Naval Construction & Armaments Company. W roku 1897 stała się częścią Vickers, Sons and Maxim, Ltd., po czym w 1911 roku Vickers, Ltd., następnie Vickers-Armstrong, Ltd.
w 1927 roku i Vickers-Armstrong Shipbuilders w roku 1955. W roku 1968 uzyskała firmę Vickers, Ltd. Shipbuilding Group, a od roku 1977 nosiła nazwę British Shipbuilders, którą w roku 1986 zmieniono na Vickers Shipbuilding and Engineering, Ltd. W roku 1995 przemianowano ją na Marconi Marine, a po przejęciu w roku 1999 przez koncern BAE Systems – BAE Systems Marine. Nazwę BAE Systems Submarine Solutions uzyskała w roku 2003.